# Eulalia ellipsis
Eulalia ellipsis är en ringmaskart som först beskrevs av Dalyell 1853.  Eulalia ellipsis ingår i släktet Eulalia och familjen Phyllodocidae. Inga underarter finns listade i Catalogue of Life.